# Księga dżungli (musical)
Księga Dżungli – musical napisany przez Romana Kołakowskiego w roku 1998 na potrzeby Teatru Muzycznego Operetki Wrocławskiej (obecnie Teatr Muzyczny „Capitol”). Spektakl opiera się na fabule powieści Księga dżungli Rudyarda Kiplinga. 

## Fabuła
Gdzieś głęboko w indyjskiej dżungli mały Mowgli zostaje porwany przez tygrysa kuternogę – Shere Khana. Mieszkańcy wioski boją się o swoje życie. Mowgli zostaje wychowany przez wilczą gromadę według praw dżungli, których nie wolno łamać pod żadnym pozorem, a kto to zrobi, zostanie potępiony. Po wielu latach do wioski przyjeżdża grupa żołnierzy angielskich. Przywódcą jest kapitan Brown. Wraz z nim przybywają także pisarz i porucznik Rudyard Kipling oraz archeolog, profesor Smith wraz ze swoją córką – Polly. Liczą oni na zgłębienie tajników mistycyzmu Indii. Jednak kapitan Brown chce za wszelką cenę złapać indyjskiego buntownika i zamiast zabytków wolałby znaleźć skarb, który rzekomo jest ukryty gdzieś w dżungli. 
Następnie zaczyna się cykl scen, które przedstawiają różne rytuały indyjskie. Podczas nich następuje przemiana wszystkich bohaterów. Porucznik Kipling zostaje Mowglim, kapitan Brown Shere-Khanem, profesor Smith niedźwiedziem Baloo, Polly panterą Bagheerą, żołnierze wilkami, a wieśniacy małpami. Podczas tych rytuałów dochodzi do pierwszego pojedynku Mowgliego i Shere-Khana. Por. Kipling budzi się rano i spisuje pieśń, która przyśniła mu się w nocy. Brown łapie starca i mędrca zwanego Bairagi. Jest przekonany, że to on jest buntownikiem. Wraz z Bairagim jest także Messua, matka Mowgliego. Ani ona, ani jej syn – Kipling, nie są świadomi swojej tożsamości. Bairagi postanawia opowiedzieć Brownowi o krainie „tysiąca wież” – Kharna Pradam, wiecznym skarbcu, gdzie znajdują się niezmierzone ilości skarbów. Brown swoją chciwością wywołuje z wieczności demony. W efekcie pragnie coraz to więcej bogactw i zatraca się w tym. Bairagi, jako człowiek dobroduszny i mądry, postanawia przywołać wielkie boginie Sakti-Matrika, które ocalą nieświadomego Browna przed śmiercią. Jednak musi dojść do drugiego pojedynku tygrysa – Browna i Mowgliego – Kiplinga. Zwycięża Kipling – Mowgli. 

## Księga dżungli w Operetce Wrocławskiej
Premiera odbyła się podczas XIX Przeglądu Piosenki Aktorskiej w marcu 1998 roku. Obecnie spektakl nie jest grany.
- Reżyseria – Jan Szurmiej
- Libretto, dialogi, muzyka – Roman Kołakowski
- Kierownictwo muzyczne – Włodzimierz Szomański
- Scenografia i kostiumy – Marta Hubka i Wojciech Jankowiak

### Obsada
- Nathoo-Mowgli, porucznik Kipling – Tomasz Sztonyk, Damian Aleksander
- Shere Khan, kapitan Brown – Robert Kowalski
- Messua – Ewa Klaniecka
- Bairagi – Marek Szydło
- Bagheera, Polly – Iwona Stankiewicz, Ewa Szydło
- Baloo, profesor Smith – Wojciech Ziembolewski
- Wieśniacy, żołnierze, małpy, wilki – chór i balet Operetki Wrocławskiej

W scenie, w której przybywają straszliwe demony, głosu użyczył Jan Szurmiej. Głosem z nałożonym efektem dźwiękowym przestrzegał Browna, by nie zabierał bogactw ze sobą. 

## Księga dżungli na płycie CD
W roku 2000, nakładem wydawnictwa Luna Music z Wrocławia, ukazała się płyta „Księga Dżungli”. Jest to zapis spektaklu nagrany w studio Marcina Marchewki. Płyta została wydana w „Serii z żyrafą”. 
- Aranżacja, efekty, nagrania – Marcin Marchewka
- Aranżacja wokalna – Włodzimierz Szomański

### W nagraniu udział wzięli
- Nathoo-Mowgli, porucznik Kipling – Damian Aleksander
- Shere-Khan, kapitan Brown – Robert Kowalski
- Messua – Ewa Klaniecka
- Bairagi – Marek Szydło
- Bagherra, Polly – Ewa Szydło
- Baloo, profesor Smith – Wojciech Ziembolewski
- Chór Spirituals Singers Band pod dyrekcją W. Szomańskiego

### Lista utworów na płycie
1. Zaśnij Nathoo
2. Porwanie i rozpacz
3. Marsz królowej Wiktorii
4. W Indiach wszystko jest możliwe
5. Opowieść o wiecznej dżungli
6. Pieśń Mowgliego
7. Gdy szare plemię zeszło na ziemię
8. Oczy tygrysa
9. Shere-Khan oskarża
10. Rady Baloo
11. Opowieść Bagheerry
12. Pierwszy pojedynek Mowgliego i Shere-Khana
13. Pieśń Kiplinga
14. Bairagi
15. Kharna Pradam
16. Przybycie demonów
17. Szaleństwo kapitana Browna
18. Pieśń Bogiń Sakti-Matrika
19. Królewski Ankuo
20. Zodiak indyjski